# Maximilian Dietrich Freisslich
Maximilian Dietrich Freisslich (ur. 6 lutego 1673 w Immelborn k. Bad Salzungen, zm. 10 kwietnia 1731 w Gdańsku) – niemiecki kompozytor okresu baroku.

## Życiorys
Był najstarszym synem Johanna Weigolda (Wigaläus) Fresslicha, pastora w Immelborn (od 1658 do 1689), z jego drugiego małżeństwa z Elisabeth Margarete z domu Reymann. Jego przyrodnim bratem był Johann Balthasar Christian Freisslich, również kompozytor.
W roku 1686 przeprowadził się do Gdańska i w 1699 został kapelmistrzem kościoła Mariackiego. Ożenił się 24 listopada 1707. Z jego utworów zachował się tylko motet Dixit Dominus (1726).